# Marco do Jauru
O Marco do Jauru é um monumento histórico, localizado no município de Cáceres, em Mato Grosso. Feito em Lisboa, de pedra de lioz, o marco foi trazido desmontado ao Brasil, sendo montado e plantado à margem do rio Jauru, em 18 de janeiro de 1754 pelo 1º Governador e Capitão-General da Capitania de Mato Grosso, Dom Antônio Rolim de Moura Tavares.

## Histórico
Em 2 de fevereiro de 1883, pela iniciativa do então Tenente-Coronel Antônio Maria Coelho, o marco foi levado para o Largo da Matriz, hoje Praça Barão do Rio Branco, em frente à Catedral de São Luís, em Cáceres.
Em Maio 2009, após oito anos de investigações de uma equipe multidisciplinar, liderado pelo historiador Sandro Miguel da Silva Paula, sargento do Exército, com a participação de geógrafos, historiadores, cartógrafos do Exército, engenheiros e professores da área de pesquisa, foi achado o sítio original do marco, situado a 544m da boca do rio Jauru, seguindo as indicações do matemático Francisco José Lacerda e Almeida e do astrônomo Antônio Pires da Silva Pontes Leme, que entre 1780 e 1790 realizaram uma expedição de Vila Bela da Santíssima Trindade (MT) a Capitania de São Paulo. O Marco do Jauru é conhecido como o símbolo da soberania brasileira na fronteira oeste. É justamente dessa região que vem a maior parte do 6º contingente do batalhão do Exército Brasileiro presente na Missão das Nações Unidas para a estabilização no Haiti, apelidado de "Força Jauru", em homenagem ao marco.

## Características
A peça arquitetônica, seccionada em duas partes, portuguesa e espanhola, foi erguida com a finalidade de demarcar a fronteira territorial, estabelecida pelo Tratado de Madri, entre os domínios espanhóis e portugueses na América do Sul, e selou o fim das disputas territoriais entre os dois países na América.